# Brucit
Brucit là một dạng khoáng vật của magiê hydroxide, có công thức hóa học Mg(OH)2. Nó là sản phẩm thay thế phổ biến của pericla trong đá hoa; khoáng vật mạch nhiệt dịch nhiệt độ thấp trong đá vôi bị biến chất và clorit schist; và được hình thành trong quá trình serpentin hóa của dunit. Brucit thường được tìm thấy cộng sinh với serpentin, canxit, aragonit, dolomit, magnesit, hydromagnesit, artinit, talc và chrysotil.

## Phát hiện

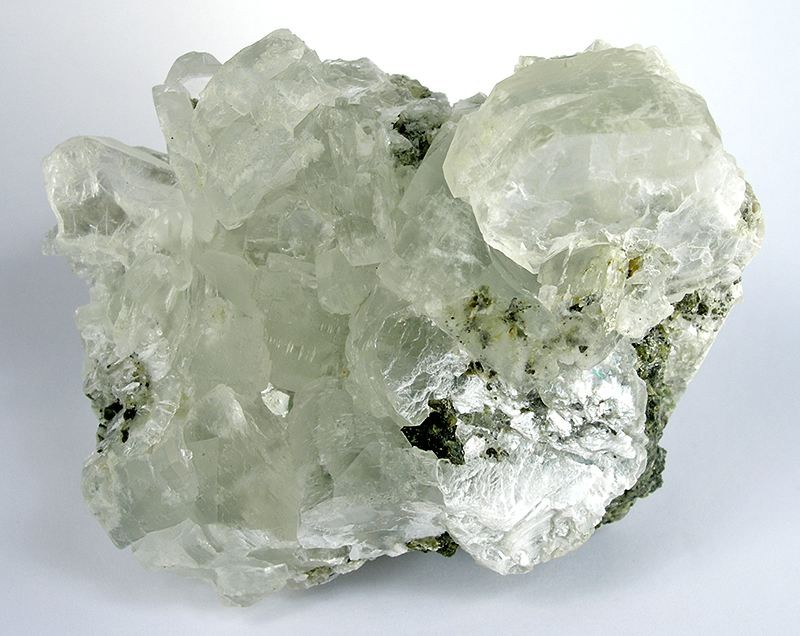
Tinh thể Brucit ở vùng Sverdlovsk, Urals, Ngay (kích thước: 10.5 x 7.8 x 7.4 cm

Brucit được miêu tả đầu tiên năm 1824 và được đặt theo tên người phát hiện ra nó, một nhà khoáng vật học người Mỹ, Archibald Bruce (1777–1818). Các biến thể dạng sợi của Brucit được gọi là Nemalit. Ở dạng sợi thường nó kéo dài theo phương [1010], nhưng đôi khi là [1120].

## Ứng dụng công nghiệp

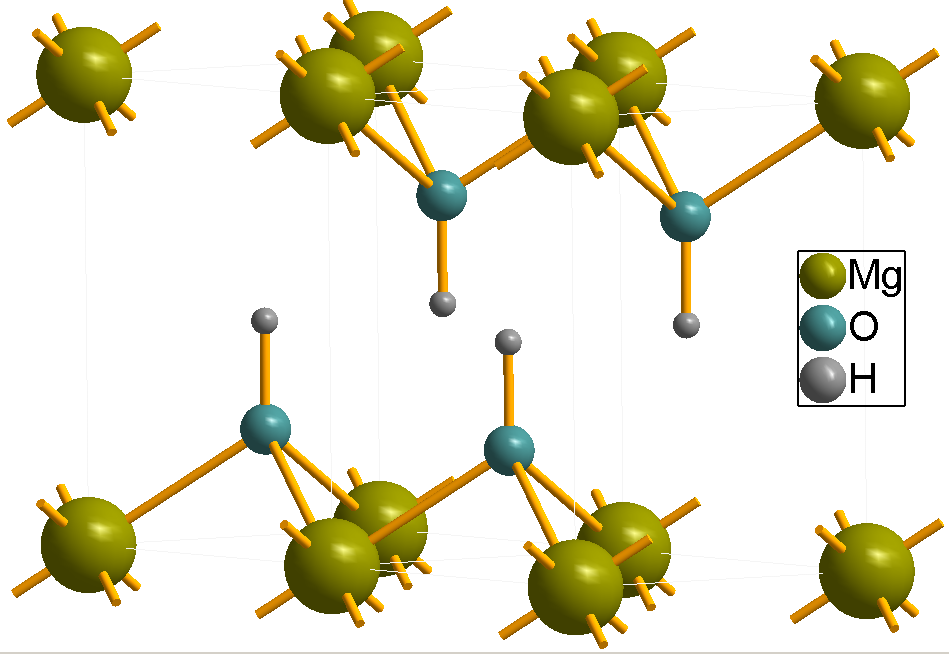
Cấu trúc tinh thể

Brucit được dùng làm chất chống cháy do nó bị phân hủy nhiệt sẽ sinh ra nước ở dạng tương tự như nhôm hydroxide và hỗn hợp của huntit và hydromagnesit. Nó cũng là thành phần cung cấp nguồn magnesi quan trọng trong công nghiệp.